# Ескадрені міноносці типу U та V
Ескадрені міноносці типу U та V (англ. U and V-class destroyer) — клас військових кораблів із 16 ескадрених міноносців, що випускалися британськими суднобудівельними компаніями з 1941 по 1944 роки. Ескадрені міноносці цього типу входили до складу Королівських військово-морських флотів Великої Британії та Канади та брали активну участь у боях Другої світової війни.
Замовлялися за «Надзвичайною воєнною програмою» (англ. War Emergency Programme), починаючи з 1941 й стали, так званими, 7-ю та 8-ю Надзвичайними флотиліями британського флоту. З 16 одиниць один есмінець був втрачений унаслідок бойових дій — «Гарді». У післявоєнний час два есмінці підтипу «V» були передані Королівському флоту Канади.

## Ескадрені міноносці типу U та V

### Королівський військово-морський флот Великої Британії

#### Ескадрені міноносці типу «U»
| Корабель    | Номер вимпелу | Виготовлювач                           | Закладено         | Спущено          | У строю         | Статус |
| ----------- | ------------- | -------------------------------------- | ----------------- | ---------------- | --------------- | --- |
| «Гренвілль» | R97           | Swan Hunter, Тайн-енд-Вір              | 1 листопада 1941  | 12 жовтня 1942   | 27 травня 1943  | 1953—1954 роки перероблений на фрегат типу 15. 1974 році проданий та в 1983 році розібраний на брухт |
| «Ольстер»   | R83           | Swan Hunter, Тайн-енд-Вір              | 12 листопада 1941 | 9 листопада 1942 | 30 червня 1943  | 1953—1956 роки перероблений на фрегат типу 15. 1977 році виведений зі складу флоту та в 1980 році розібраний на брухт |
| «Улісс»     | R69           | Cammell Laird, Беркенгед               | 12 березня 1942   | 22 квітня 1943   | 23 грудня 1943  | 1954—1955 роки перероблений на фрегат типу 15. 1963 році виведений зі складу флоту; 1970 році розібраний на брухт |
| «Андонтед»  | R53           | Cammell Laird, Беркенгед               | 8 вересня 1942    | 19 липня 1943    | 3 березня 1944  | 1953—1954 роки перероблений на фрегат типу 15. У липні 1974 року виведений до резерву; 1978 році використаний як корабель-мішень для стрільби есмінця «Норфолк» протикорабельними ракетами Exocet та ЗРК «Сіслаг» і «Сікет»; остаточно затоплений ПЧ «Свіфтшур» |
| «Ундина»    | R42           | John I. Thornycroft & Company, Вулстон | 18 березня 1942   | 1 червня 1943    | 23 грудня 1943  | 1952—1954 роки перероблений на фрегат типу 15. У 1965 року виведений зі складу сил флоту, розібраний на брухт |
| «Урса»      | R22           | John I. Thornycroft & Company, Вулстон | 2 травня 1942     | 22 липня 1943    | 1 березня 1944  | 1953—1954 роки перероблений на фрегат типу 15. У 1966 року виведений зі складу сил флоту, 1967 році розібраний на брухт |
| «Арчін»     | R99           | Vickers-Armstrongs, Барроу-ін-Фернес   | 28 березня 1942   | 8 березня 1943   | 24 вересня 1943 | 1952—1954 роки перероблений на фрегат типу 15; 1967 році розібраний на брухт |
| «Уранія»    | R05           | Vickers-Armstrongs, Барроу-ін-Фернес   | 18 червня 1942    | 19 травня 1943   | 18 січня 1944   | 1953—1955 роки перероблений на фрегат типу 15; 1967 році виведений з флоту; 1971 році розібраний на брухт |

#### Ескадрені міноносці типу «V»
| Корабель    | Номер вимпелу | Виготовлювач                                           | Закладено      | Спущено         | У строю          | Статус |
| ----------- | ------------- | ------------------------------------------------------ | -------------- | --------------- | ---------------- | --- |
| «Венус»     | R50           | Fairfield Shipbuilding and Engineering Company, Говань | 12 січня 1942  | 23 лютого 1943  | 28 серпня 1943   | 1951—1952 роки перероблений на фрегат типу 15. 1972 році списаний та проданий на брухт                                               |
| «Верулам»   | R28           | Swan Hunter, Тайн-енд-Вір                              | 26 червня 1942 | 22 квітня 1943  | 12 грудня 1943   | 1951—1952 роки перероблений на фрегат типу 15. 1972 році списаний та проданий на брухт                                               |
| «Віджілент» | R93           | Swan Hunter, Тайн-енд-Вір                              | 31 січня 1942  | 22 грудня 1942  | 10 вересня 1943  | 1951—1952 роки перероблений на фрегат типу 15. 1963 році виведений з сил флоту, 1965 році розібраний на брухт                        |
| «Віраго»    | R75           | Swan Hunter, Тайн-енд-Вір                              | 16 лютого 1942 | 4 лютого 1943   | 5 листопада 1943 | 1951—1953 роки перероблений на фрегат типу 15. 1963 році виведений з сил флоту, 1965 році розібраний на брухт                        |
| «Гарді»     | R08           | John Brown & Company, Клайдбанк                        | 14 травня 1942 | 18 березня 1943 | 14 серпня 1943   | 30 січня 1944 року під час супроводу конвою JW 56A був торпедований німецьким підводним човном U-278 північніше Норвегії, де затонув |
| «Валентайн» | R17           | John Brown & Company, Клайдбанк                        | 8 жовтня 1942  | 2 вересня 1943  | 28 лютого 1944   | 28 лютого 1944 року переданий до складу Королівського ВМФ Канади під ім'ям «Алгонкін»; 1971 році проданий на брухт                   |
| «Віксен»    | R64           | J. Samuel White, Коуз                                  | 31 жовтня 1942 | 14 вересня 1943 | 5 березня 1944   | 21 лютого 1944 року переданий до складу Королівського ВМФ Канади під ім'ям «Сіу»; 1965 році розібраний на брухт                      |
| «Волейдж»   | R41           | J. Samuel White, Коуз                                  | 31 грудня 1942 | 15 грудня 1943  | 26 травня 1944   | 1952—1953 роки перероблений на фрегат типу 15. У жовтні 1972 року проданий на брухт                                                  |